# Valuas (restaurant)
Valuas is een hotel-restaurant met brasserie in Venlo. De chef-kok is Eric Swaghoven.
Het restaurant had van 2006 tot 2022 een Michelinster.
Het restaurant werd ruim twintig jaar bestierd door de broers Eric (chef-kok) en Marcel (maître en sommelier) Swaghoven. Op 5 oktober 2017 werd bekendgemaakt dat Marcel het bedrijf ging verlaten om zich te richten op de wijntak van de Valuas Groep.
Het hotelgedeelte werd in 2019 grondig verbouwd en telde vanaf dat moment dertien suites op viersterrenniveau. In 2023 werd het hotel volgens de Europese Hotelclassificatie erkend als vijfsterrenhotel, het derde in de provincie Limburg en het enige in Venlo.